# 4X
4X är en spelgenre (oftast nämns som en subgenre inom Strategispelsgenren) där spelaren kontrollerar ett imperium och utforskar, expanderar,  exploaterar och utrotar (engelska: explore, expand, exploit, exterminate).
4X-spel har ofta en djup och komplex speltyp (gameplay).
En av de främsta speltillverkarna av dessa spel är Sid Meier, som har gjort Civilization-spelen